# Pulgão-roxo-da-roseira
Macrosiphum rosae é o nome científico de uma espécie de afídio também designado como afídio-da-roseira, pulgão-roxo-da-roseira e pulgão-grande-da-roseira, já que coloniza principalmente botões de rosa e folhas jovens da roseira.